# Убити Била 2
Убити Била 2 (енгл. Kill Bill: Volume 2) је акциони драмски филм из 2004. године, редитеља и сценаристе  Квентин Тарантина и наставак филма Убити Била из 2003. године. Продуцент филма је Лоренс Бендер. Глумачку екипу чине Ума Терман, Дејвид Карадин, Луси Лу, Вивика А. Фокс, Мајкл Мадсен, Дарил Хана, Гордон Лу и Самјуел Л. Џексон. Радња прати Младу која наставља свој план да се освети групи атентатора и њиховом вођи, Билу, који су покушали да убију њу и њено нерођено дете.
Музику су компоновали Роберт Родригез и RZA. Светска премијера филма је одржана 8. априла 2004. године у Холивуду, док је у америчким биоскопима реализован 16. априла исте године. Буџет филма је износио 30 милиона долара, а зарада од филма је износила 152,2 милиона долара. Као и његов претходник, овај филм је добио углавном позитивне критике.

## Радња
Четири године пре догађаја из првог филма, трудна Млада и њен вереник одржавају пробу свог венчања. Бил, Младин бивши љубавник, отац њеног детета и вођа групе атентатора, неочекивано долази и наређује својој групи да убију све присутне на том венчању. Бил пуца Младој у главу, али она преживљава и заклиње се на освету.
Четири године касније, Млада је већ убила две чланице атентаторске групе, О-Рен Иши и Верниту Грин. Она одлази до приколице у којој живи Билов брат Бад, један од атентатора, планирајући да га нападне из заседе. Бил је упозорио Бада да ће она доћи; он је онеспособљује уз помоћ не-смртоносне пушке, напуњене каменом сољу и даје јој инјекцију од које се она онесвести. Он позива Ел Драјвер, још једну од атентатора и договара се да ће јој продати Младин уникатни мач за милион долара. Он смешта Младу у запечаћен ковчег и живу је сахрањује. 
Годинама раније, Бил прича Млади причу о легендарном мајстору борилачких вештина, Паи Меју и његовој техници пет удараца од којих срце експлодира, смртоносном ударцу који Меј одбија да подучава своје ученике; техника која наводно убија сваког противника након што направи пет корака. Бил одводи Младу до Мејевог храма за тренирање. Меј је исмева и тренира је мучно, али она добија његово поштовање. У садашњости, Млада користи Мејеву технику ударања у даску како би сломила ковчег и успела да се ослободи, након чега прокопава пут до површине.
Ел долази до Бадове приколице и убија га помоћу црне мамбе, која је била сакривена у торби са новцем за мач. Она позива Била и говори му да је Млада убила Бада, након чега је она убила Младу. Приликом разговора, Ел користи Младино право име: Битрикс Кидо. Док Ел излази из приколице, Битрикс је напада из заседе и њих две почињу да се боре. Ел, коју је такође подучавао Паи Меј, открива да га је убила, отровавши га, пошто је Меј ишчупао њено око. Разјарена Битркис чупа Елино преостало око и оставља је у приколици, са црном мамбом, док она вришти.
У Мексику, Битрикс упознаје пензионисаног макроа, Естебана Вихаиоа, који јој помаже да пронађе Била. Она прати траг до једног хотела, где налази Била и открива да је њена ћерка Б.Б. још увек жива, сада има четири године и проводи поподне са њима. Након што Б.Б. оде у кревет, Бил упуцава Битрикс са стрелицом напуњеном серумом истине, након чега је испитује. Она се присећа мисије на које је открила да је трудна и објашњава како је напустила Билову групу атентатора, како би обезбедила Б.Б. бољи живот. Бил говори да је мислио да је умрла и оплакивао ју је три месеца; наручио је њено убиство кад је открио да је жива и верена за неког „кретена” за кога је мислио да је отац њеног детета. Битрикс напада Била са Паи Мејевом техником пет удараца од којих срце експлодира, за коју му није рекла да је научила. Бил се мири са њом, прави пет корака и умире. Битрикс одлази са својом ћерком.
Следећег јутра приказано је како Битрикс јеца, пошто још увек воли Била, али истовремено се неконтролисано смеје, што је колатерални ефекат серума истине, Биловог последњег поклона за Битрикс, како Б.Б. не би видела своју мајку у сузама. Разумевајући његов гест, Битрикс шапуће „Хвала” покојном Билу и започиње нови живот са својом ћерком.

## Улоге
| Глумац            | Улога                |
| ----------------- | -------------------- |
| Ума Терман        | Битрикс Кидо / Млада |
| Дејвид Карадин    | Бил                  |
| Мајкл Мадсен      | Бад                  |
| Дарил Хана        | Ел Драјвер           |
| Гордон Лу         | Паи Меј              |
| Мајкл Паркс       | Естебан Вихаио       |
| Луси Лу           | О-Рен Иши            |
| Вивика А. Фокс    | Вернита Грин         |
| Самјуел Л. Џексон | Руфус                |